# John C. Stennis
John C. Stennis (Kemper megye, 1901. augusztus 3. – Jackson, 1995. április 23.) az Amerikai Egyesült Államok szenátora (Mississippi, 1947–1989).